# Оринџ Гроув (Тексас)
Оринџ Гроув (енгл. Orange Grove) град је у америчкој савезној држави Тексас. По попису становништва из 2010. у њему је живело 1.318 становника.

## Демографија
Према попису становништва из 2010. у граду је живело 1.318 становника, што је 30 (2,3%) становника више него 2000. године.
| Група             | 2000.       | 2010.       |
| Белци             | 630 (48,9%) | 619 (47,0%) |
| Афроамериканци    | 4 (0,3%)    | 9 (0,7%)    |
| Азијати           | 6 (0,5%)    | 3 (0,2%)    |
| Хиспаноамериканци | 648 (50,3%) | 675 (51,2%) |
| Укупно            | 1.288       | 1.318       |